# Високомолекулно съединение
Високомолекулните съединения са химични съединения с огромен брой молекули, свързани помежду си с единични, двойни и тройни химични връзки. Високомолекулни са полимерите, пластмасите, макроцикли, белтъци, и др.